# Renata Gabryelczyk
Renata Gabryelczyk – polska ekonomistka, doktor habilitowany nauk ekonomicznych, profesor na Uniwersytecie Warszawskim, specjalistka od informatyki gospodarczej.

## Kariera naukowa
W 1994 roku na Uniwersytecie Warszawskim uzyskała tytuł magistra ekonomii. W 1999 roku na Wydziale Nauk Ekonomicznych tej samej uczelni uzyskała stopień doktora nauk ekonomicznych na podstawie rozprawy pt. Reengineering w przedsiębiorstwie – modelowanie i organizacja procesów gospodarczych, której promotorem był Tadeusz Kasprzak. W tym samym roku została zatrudniona na tejże uczelni, a w 2019 roku uzyskała na niej stopień doktora habilitowanego nauk ekonomicznych na podstawie pracy pt. Eksploracja czynników wpływających na przyjęcie, stosowanie oraz ocenę dojrzałości zarządzania procesowego w organizacjach.